# Solanum peikuoensis
Solanum peikuoensis là loài thực vật có hoa trong họ Cà. Loài này được S.S. Ying miêu tả khoa học đầu tiên năm 1997.